# PGA Kampioenschap (Duitsland)
Het PGA Kampioenschap in Duitsland is een jaarlijks golftoernooi voor de leden van de Duitse PGA. Het toernooi voor de heren en dames wordt gelijktijdig op dezelfde baan gehouden, de senioren spelen soms op een andere baan.
Het seniorentoernooi bestaat uit 54 holes.
Het damestoernooi bestaat uit 72 holes en gaat alleen door als er minimaal zes deelneemsters zijn. Het niveau tussen de heren en dames is soms vrij groot, zie de uitslag van 2011, waar Glauert won met -3 en Dittrich met +15 over vier rondes.
In 2011 en 2012 werd het kampioenschap gespeeld in Laatzen in de regio Hannover gespeeld. Het prijzengeld was € 60.000, waarvan de winnaar € 10.000 krijgt.

## Winnaars
| Jaar                                | Baan                       | Heren                | Score | Dames                    | Score | Baan               | Senioren         | Score |
| ----------------------------------- | -------------------------- | -------------------- | ----- | ------------------------ | ----- | ------------------ | ---------------- | ----- |
| 1990                                |                            | Sven Strüver         |       |                          |       |                    |                  |       |
| 1994                                |                            | Simon Yates          |       |                          |       |                    |                  |       |
| 1995                                |                            | Erol Simsek          |       |                          |       |                    |                  |       |
| 1998                                |                            | Felix Lubenau        |       |                          |       |                    |                  |       |
| 2003                                |                            | Christoph Günther    |       |                          |       |                    |                  |       |
| HDI-Gerling German PGA Championship |                            |                      |       |                          |       |                    |                  |       |
| 2005                                | GC Jakobsberg              | Jochen Lupprian      | -8    | Nicole Stillig-Gögele    | -7    | GC Jakobsberg      | ??? Paul Herbert | +1    |
| 2006                                | GC St. Leon-Rot            | Tino Schuster        | -10   | Wanda Neunert            | +14   | GC St. Leon-Rot    | Sandy Walker     | +5    |
| 2007                                | GC Am Alten Fliess         | Martin Kaymer        | -16   | Daniela Bettina Graumann | +5    | GC Am Alten Fliess | John O'Flynn     | -1    |
| 2008                                | GC St Leon-Rot             | Nicolas Meitinger    | -20   | Denise Simon             | -3    | GC St Leon-Rot     | John O'Flynn     | -9    |
| 2009                                | GC Am Alten Fliess         | Christopher Trunzer  | -17   | Denise Simon             | +2    | GC Am Alten Fliess | John O'Flynn     | par   |
| 2010                                | Golf Gleidingen, Laatzen   | Sebastian Buhl       | -16   | Nicole Gögele            | -9    | GC Am Alten Fliess | Richard Volding  | par   |
| 2011                                | Golf Gleidingen, Laatzen   | Maximilian Glauert   | -3    | Jacqueline Dittrich po   | +15   | GC Am Alten Fliess | Torsten Giedeon  | +2    |
| 2012                                | GC Jakobsberg              | Daniel Wünsche       | -13   | =                        |       | GC Jakobsberg      | Torsten Giedeon  | -6    |
| 2013                                | Golf Gleidingen in Laatzen | 30 juli - 2 augustus |       |                          |       |                    |                  |       |

In 1995 stond dit kampioenschap op de kalender van de Challenge Tour, hoewel het prijzengeld niet meetelde voor de Order of Merit.

In 2012 won Daniel Wünsche de play-off van Felix Eibl. Behalve dit kampioenschap won hij ook de Order of Merit van de EPD Tour.